# Angèle Rawiri
Angèle Ntyugwetondo Rawiri, född den 29 april 1954 i Port-Gentil, Gabon, död den 15 november 2010 i Paris, Frankrike, var en gabonesisk författare, skådespelare och översättare. Hon var den första kvinna i Gabon att ge ut en roman. Hon anses också vara en av de första författare som bidrog till att den gabonesiska litteraturen fick internationell uppmärksamhet.

## Biografi
Rawiris far, Georges Rawiri, var en högt uppsatt politiker och välkänd poet. Hennes mor arbetade som lärare, men dog när Rawiri var 6 år gammal. Båda föräldrarna tillhörde galoa-folket.
Sina studier påbörjade Rawiri i Frankrike, vid lycéet i Alès, efter vilket hon gick vidare till ett kvinnocollege i Vanves där hon avlade sin första kandidatexamen. Vid Institut Lentonnet i Paris studerade hon kommersiell översättning och avlade en andra kandidatexamen i ämnet. Efter examen var hon två år i London för att ytterligare träna upp sin engelska. Under tiden i London arbetade hon som skådespelare och modell, som skådespelare gjorde hon bland annat några mindre roller i James Bond-filmer. Hon återvände 1979 till Gabon, där hon arbetade som tolk och översättare åt det statliga oljebolaget Société Nationale de Pétrole du Gabon. 

## Författarskap
Några år senare, 1983, gav Rawiri ut sin första roman: G'amarakano: Au Carrefour. Boken kretsar kring olika generationers värderingar och syn på traditioner kontra materialism. 1986 kom Rawiris andra bok Elonga (Elonga betyder "helvete" på språket Myènè) och handlar om en mestis som återvänder till sin mors hemland och hur denne påverkas av religiös fetischism. Rawiris tredje och mest framgångsrika bok Fureur et cris de femmes kom ut 1989. Romanen handlar om en högt utbildad och professionellt framgångsrik kvinna som inte kan få barn och vilka fördomar hon möter från omgivningen. Särskilt fokus läggs på kontrasten mellan de professionella framgångarna och privatlivets motgångar i form av makens otrohet, familjegräl med svärmodern och mordet på kvinnans dotter. Fureur et cris de femmes översattes 2014 till engelska under titeln The Fury and Cries of Women. De tre avslutade böckerna har kommit att ses som en inofficiell trilogi. I sitt författarskap kom Rawiri att ta upp ämnen som var nya i den gabonesiska litteraturen som tribalism, homosexualitet, moderskap, infertilitet och frågor kring HIV/AIDS. Hon ses också som den första författare i Gabon att ta sig an frågan om kvinnors främlingskap i det postkoloniala afrikanska samhället. Hennes förmåga att ta sig an nya ämnen anses ha bidragit till hennes popularitet, inte minst hos en yngre generation läsare. 
Under 1990-talet levde och verkade hon i Paris. Det var också i Paris som hon den 15 november 2010 avled. Vid tidpunkten för sin död höll Rawiri på att skriva på sin fjärde bok.